# ۱۴ جمادی‌الاول
۱۴ جمادی‌الاول، چهاردهمین روز از ماه جمادی‌الاول در تقویم هجری قمری است.
در تقویم هجری قمری قراردادی این روز صد و سی و دومین روز سال است.

## درگذشتگان
- ۴۹۸ - ابن ابی‌صقر واسطی نویسنده و شاعر عربی عراقی